# Günther Steinhausen
Günther Steinhausen, né le 15 septembre 1917 à Lobkevitz sur l'île de Rügen et mort au combat le 6 septembre 1942 près d'El-Alamein, est un pilote de chasse allemand.
Il est crédité de 40 victoires pendant la Seconde Guerre mondiale, toutes remportées en Afrique du Nord.
Il fut probablement abattu par l'as canadien James Francis Edwards.
Il est décoré de la croix de chevalier de la croix de fer à titre posthume.